# 同治
同治（穆麟德轉寫：yooningga dasan；1862年—1874年）为清朝第十位皇帝清穆宗载淳的年号，前后共13年。
清文宗駕崩後，東太后慈安、西太后慈禧、恭親王奕訢、醇親王奕譞等人聯合發動了祺祥之變，肅清了顧命八大臣勢力，也將原擬的祺祥年號廢除，改為同治。同治十三年十二月，清穆宗駕崩。同年十二月十五日，立改次年為光緒元年。

## 改元
- 咸豐十一年——七月十七日，清文宗駕崩。七月二十九日，原立定次年年號：祺祥。十月五日，立改次年年號：同治。十月九日，清穆宗載淳即位（時年五歲），有詔立隔年改元：同治。[2]
- 同治十三年——十二月，清穆宗駕崩。十二月十五日，有詔明年改元光緒。[3]

## 大事記
- 1864年清同治三年六月，湘軍攻陷太平天國首都天京后开始纵火杀掠，屠杀平民，史称湘军南京屠城。
- 1865年清同治四年四月，科爾沁親王僧格林沁為捻軍所殺。
- 1867年清同治六年二月，臺灣羅發號事件。
- 1867年清同治六年十二月，東捻軍被平定。
- 1868年清同治七年七月，西捻軍主力被平定。
- 1870年清同治九年六月，长江特大洪水，川、鄂、湘、赣、皖诸省受灾，灾情数百年罕见，史称庚午之灾。七月，兩江總督馬新貽被刺殺。
- 1872年清同治十一年九月，迎娶皇后阿魯特氏（孝哲毅皇后）。
- 1873年清同治十二年正月，親政，同年同治陝甘回亂及雲南回亂大致平定。
- 1874年清同治十三年六月，臺灣牡丹社事件爆發，與日本在北京訂立北京專約。
- 1874年清同治十三年九月，楊乃武與小白菜案。
- 1875年清同治十三年十二月，同治帝崩，享年18歲。

## 考證
咸丰十一年七月十七日（1861年8月22日），清文宗在承德避暑山庄驾崩，清穆宗即位，随驾诸臣拟定兴符、安禧、祥祐、祺祥四个备选年号，肃顺、载垣等顾命八大臣选定“祺祥”为新君年号。当年九月三十日（11月2日），慈安太后、慈禧太后与恭亲王奕䜣发动祺祥政变，逮捕肃顺、载垣等人。咸丰十一年十月初五日（11月7日）两宫皇太后颁诏，宣布废除“祺祥”年号，命议政王军机大臣恭拟“同治”二字进呈，为新年号。
因「同治」年號在滿文稱之「Yooningga Dasan」 ，Yooningga意為「共同」， Dasan 意為「政治」，直接翻譯成漢文看似「共同而治」，故有稱同治年號的意思是代表「兩宮太后共同而治」，此言可能有誤。因兩宮聽政是一時之計，不可能成為皇帝的年號。實際上清兵入關後早已漢化，「同治」應該是出自於《書經．蔡仲之命》：「為善不同，同歸於治；為惡不同，同歸於亂」。
也有人認為「同治」是一種「兩宮太后共同而治」的影射。

## 公元纪年对照表
| 同治 | 元年   | 二年   | 三年   | 四年   | 五年   | 六年   | 七年   | 八年   | 九年   | 十年   |
| ---- | ------ | ------ | ------ | ------ | ------ | ------ | ------ | ------ | ------ | ------ |
| 公元 | 1862年 | 1863年 | 1864年 | 1865年 | 1866年 | 1867年 | 1868年 | 1869年 | 1870年 | 1871年 |
| 干支 | 壬戌   | 癸亥   | 甲子   | 乙丑   | 丙寅   | 丁卯   | 戊辰   | 己巳   | 庚午   | 辛未   |
| 同治 | 十一年 | 十二年 | 十三年 |        |        |        |        |        |        |        |
| 公元 | 1872年 | 1873年 | 1874年 |        |        |        |        |        |        |        |
| 干支 | 壬申   | 癸酉   | 甲戌   |        |        |        |        |        |        |        |

## 同期存在的其他政权年号
- 中國
  - 太平天国（1851年－1864年）：太平天国—洪秀全、洪天贵福之年号
  - 洪德（1855年－1864年）：大成国— 陈开、黄鼎凤之年号
  - 顺天（1859年－1862年）：清朝时期—李永和之年号
  - 江漢（1859年－1864年）：清朝時期—朱明月尊奉之年號
  - 嗣统（1864年－1868年）：清朝时期—朱明月之年号
  - 天纵（1860年－1863年）：清朝时期—宋继鹏之年号
- 越南
  - 嗣德（1848年—1883年）：阮朝—翼宗阮福时之年号
- 日本
  - 文久（1861年－1864年）：孝明天皇之年號
  - 元治（1864年－1865年）：孝明天皇之年號
  - 庆应（1865年－1868年）：孝明天皇、明治天皇之年號
  - 明治（1868年－1912年）：明治天皇之年號
- 南洋
  - 蘭芳（1777年—1884年）：蘭芳共和國之年號

## 深入閱讀
- 李崇智. . 北京: 中华书局. 2004年12月. ISBN 7101025129.
- 鄧洪波. . 臺北: 國立臺灣大學東亞經典與文化研究計劃. 2005年3月  [2007年3月10日]. ISBN 978-986-00-0518-9. （原始内容 (pdf)存档于2007年8月25日） （中文）.

| 前一年號： 咸豐 | 清朝年号 1862年－1874年 | 下一年號： 光緒 |